# Alaskacephale
Alaskacephale ist eine kaum bekannte Gattung der Vogelbeckensaurier (Ornithischia) aus der Gruppe der Pachycephalosauria. Einzige beschriebene Art ist A. gangloffi.
Von Alaskacephale ist bislang nur ein nahezu komplettes linkes Schuppenbein (Squamosum) – ein Schädelknochen – bekannt. Dieses weist wie bei allen Pachycephalosauriern kleine knöcherne Höcker auf. Von anderen Dinosauriern dieser Gruppe unterscheidet es sich aber darin, dass zwei leicht auseinandergehende Höckerreihen vorhanden sind, und die Höcker eine vieleckige Basis sowie eine deutliche Spitze aufweisen. Ansonsten ist über diesen Dinosaurier nichts bekannt.
Die fossilen Überreste von Alaskacephale wurden in der Prince-Creek-Formation im US-Bundesstaat Alaska gefunden und von Roland Gangloff et al. 2005 zunächst als namenloser Pachycephalosaurier beschrieben. 2006 prägte Robert Sullivan den Gattungsnamen Alaskacephale, der sich vom Fundort und dem griechischen kephalē (=„Kopf“), einem häufigen Namensbestandteil von Pachycephalosauriern, ableitet. Typusart ist A. gangloffi. Die Funde werden in die Oberkreide (oberes Campanium) auf ein Alter von ca. 76 bis 72 Millionen Jahre datiert.